# François Omam-Biyik
François Omam-Biyik (* 21. května 1966) je bývalý kamerunský fotbalista, účastník MS 1990, MS 1994 a MS 1998. Vstřelil hlavou po přímém kopu jediný gól úvodního zápasu MS 1990, ve kterém kamerunská fotbalová reprezentace nečekaně porazila obhájce titulu z Argentiny. S národním týmem vybojoval titul na Africkém poháru národů 1988 a účast ve čtvrtfinále MS 1990. V anketě Africký fotbalista roku skončil v letech 1987 a 1991 na třetím místě. V roce 1985 byl vyhlášen nejlepším hráčem Tournoi de Toulon.

## Rodina
Jeho bratrem je fotbalista André Kana-Biyik.